# Algonkinsprog
Algonkinsprog er en nordamerikansk sprogfamilie, der indeholder sprog såsom cree, ojibwe, wampanoag, blackfoot, cheyenne, kickapoo, menominee, miami-illinois, mohegan og mikmaq.